# Coeloprocta humeralis
Coeloprocta humeralis là một loài bọ cánh cứng trong họ Cerambycidae.